# Kartinikus australis
Kartinikus australis är en mångfotingart som beskrevs av Carl Graf Attems 1914. Kartinikus australis ingår i släktet Kartinikus och familjen Spirostreptidae. Inga underarter finns listade i Catalogue of Life.